# The Prodigy
The Prodigy är en brittisk techno/big beat/breakbeat/drum'n'bass/rockgrupp som bildades i Essex i England 1990. Gruppen består av Liam Howlett och Maxim Reality. Leeroy Thornhill var medlem i gruppen mellan 1990 och 2000. Sångaren Keith Flint begick självmord den 4 mars 2019. Bland deras mest kända låtar finns "Out of Space", "No Good (Start the Dance)", "Firestarter", "Breathe", "Smack My Bitch Up" och "Invaders Must Die". Deras låt "Mindfields" var med i filmen Matrix.
I januari 2007 lämnade gruppen skivbolaget XL Recordings och startade sin egen label, Ragged Flag, under bolaget Cooking Vinyl.

## Medlemmar

### Nuvarande medlemmar
- Liam Howlett – keyboard, synthesizer (1990–)
- Maxim – MC, sång, beatboxing (1990–)

### Före detta medlemmar
- Keith Flint – sång, dans (1990–2019, avliden)
- Leeroy Thornhill – sång, keyboard, synthesizer, dans, MC (1990–2000)
- Sharky – dans, sång (1990–1991)

### Livemedlemmar
- Leo Crabtree – trummor, slagverk, gitarr (2008–)
- Rob Holliday – gitarr, basgitarr (2005–2006, 2008–)

### Före detta livemedlemmar
- "Snell" – trummor, slagverk (2007)
- Jim Davies – gitarr (1995–1996, 2002–2004)
- Gizz Butt – gitarr (1996–1999)
- Kieron Pepper – trummor, slagverk, gitarr (1997–2007)
- "The Rev" – gitarr (2007)
- Brian Fairbairn – trummor, slagverk (2007)
- Alli MacInnes – gitarr (2001, 2002)
- Ben Weinman – gitarr, basgitarr (2017)

## Diskografi (urval)
Album
- Experience (1992)
- Music for the Jilted Generation (1994)
- The Fat of the Land (1997)
- Always Outnumbered, Never Outgunned (2004)
- Their Law: The Singles 1990–2005 (2005) (samlingsalbum)
- Invaders Must Die (2009)
- The Day Is My Enemy (2015)
- No Tourists (2018)

Singlar
- "What Evil Lurks" – (1991)
- "Charly" – (1991)
- "Everybody In The Place" – (1991)
- "Out of Space" – (1992)
- "Fire" / "Jericho" – (1992)
- "Wind It Up (Rewound)" – (1993)
- "One Love" – (1993)
- "Voodoo People" – (1994)
- "No Good (Start the Dance)" – (1994)
- "Poison" – (1995)
- "Breathe" – (1996)
- "Minefield" – (1996)
- "Firestarter" – (1996)
- "Smack My Bitch Up" – (1997)
- "Baby's Got A Temper" – (2002)
- "Girls" – (2004)
- "Spitfire" – (2004)
- "Invaders Must Die" – (2008)

## Övrigt
Albumet The Fat Of Karen är ett inofficiellt skivsläpp inspelat i samarbete med P3 Live under deras konsert på Kåren i Göteborg 25 november 1994